# Jean Desvignes
Jean Desvignes (ur. 12 listopada 1900 w Mâcon, zm. 7 lipca 1935 w Jonchery-sur-Vesle) – francuski kierowca wyścigowy.

## Kariera
W swojej karierze wyścigowej Desvignes poświęcił się startom w wyścigach samochodów sportowych. W latach 1934-1935 Francuz pojawiał się w stawce 24-godzinnego wyścigu Le Mans. W pierwszym sezonie startów stanął na drugim stopniu podium w klasie 3, a w klasyfikacji generalnej był dziewiąty. Rok później Francuz odniósł zwycięstwo w klasie 2. W klasyfikacji generalnej dało mu to szóste miejsce.